# Синникий из Реймса
Синникий (фр. Sinice) (умер, согласно преданию, 1 сентября 68, согласно историческому анализу, в 286) — святой, второй епископ Реймса. День памяти — 1 сентября.
Согласно церковному преданию, изложенному Флодоардом в его труде «История Реймсской церкви», святой Синникий, римлянин по происхождению, был учеником святого апостола Петра. Он был рукоположён и послан в Галлию вместе со святым Сикстом, первым епископом Реймса, и поначалу руководил епархией Суассона. После кончины Сикста святой Синникий был избран вторым епископом Реймса. Святой Синникий скончался 1 сентября (в календы сентября) 68 года и был похоронен рядом со святым Сикстом. Впоследствии его мощи были перенесены в реймсский храм святого Ремигия. Преемником Синникия в Реймсской епархии стал святой Амансий.
На основании изучения источников о преемственности реймсских епископов, историки пришли к выводу, что святой Синникий жил не в I веке, а во второй половине III века (предположительно, умер в 286 году), и время его нахождения на кафедре Реймса приходилось на 280-е годы.